# پانکووو
پانکووو (به صربی: Pankovo) یک منطقهٔ مسکونی در صربستان است که در پتروواتس نا ملاوی واقع شده‌است.